# Gare de Takasago (Hyōgo)
La gare de Takasago (高砂駅, Takasago-eki) est une gare ferroviaire localisée dans la ville de Takasago, dans la préfecture de Hyōgo au Japon. La gare est exploitée par la compagnie Sanyo Electric Railway, sur la ligne principale Sanyo Electric Railway. Le numéro de la gare est  SY 31.

## Situation ferroviaire
Établie à 4 mètres d'altitude, la gare de Takasago est située au point kilométrique (PK) 37.3 de la ligne principale Sanyo Electric Railway.

## Histoire
C'est le 19 août 1923 que la gare est inaugurée sous le nom de Takasagochō. Un an plus tard, le nom change pour Dentetsu Takasago. C'est en 1991 que la gare prend son nom actuel.
En 2013, la fréquentation journalière de la gare était de  3 521 personnes.
| 2010  | 2011  | 2012  | 2013  |
| 3 573 | 3 493 | 3 460 | 3 521 |

## Service des voyageurs

### Accueil
La gare dispose de billetterie automatique de réservation.

### Desserte
La gare de Takasago est une gare disposant de deux quais et de quatre voies.
| N° de voie | Ligne | Direction       |
| ---------- | ----- | --------------- |
| 1・2       | Sanyō | Himeji - Aboshi |
| 3・4       | Sanyō | Akashi - Ōsaka  |

### Intermodalité

#### Bus
Des bus de la compagnie Shinki Bus et des bus de la ville de Takasago (Jōton Bus) desservent la gare.

### Site d’intérêt
- Le sanctuaire shinto Takasago-jinja
- Le parc maritime de Takasago
- Le temple Jyurin-ji